# 오기선 (신부)
오기선(吳基先, 1907년 11월 5일 ~ 1990년 7월 30일)은 한국의 로마 가톨릭 교회 신부이다. 교회사학가이자 문필가로도 활동하였다. 세례명은 요셉이다.

## 생애
경기도 용인군 구성면에서 출생했다. 오기선의 아버지는 조선 말기 로마 가톨릭 교회가 박해받던 시기에 용인에서 숨어 지내다가 전교가 가능해지자 이 지역에서 전교 활동을 할 정도로 믿음이 깊었는데, 당연히 아들들인 오기선·오기순 형제는 아버지의 영향으로 로마 가톨릭 교회 신부가 되었다.
예수성심신학교를 졸업하고 1932년 12월 17일에 사제 서품을 받은 뒤 경성부 약현본당 보좌신부로 사목을 시작하였다. 이 시대에 이미 자동차 운전과 사진 촬영이 취미였을 만큼 앞서가는 인물이었고, 여행을 즐겨 세계 곳곳을 순례하기도 했다.
1944년에 대전 중구 목동에 있던 대전본당 신부로 부임한 이래, 1968년에 서울로 이동할 때까지 20여 년 동안 대전에서 주임신부로 봉직하였다. 대흥동본당을 새로 짓고 한국 전쟁 고아들을 돌보는 등 대전 지역 로마 가톨릭 교회와 사회사업계에서 많은 활동을 했다. 사회사업에 끼친 공로를 인정방아 1963년에 문화훈장을 수여받았다.
1940년부터 태평양 전쟁 종전 때까지 활동한 단체인 국민총력천주교경성교구연맹에 이사로 참여 한 일이 있어, 2008년 발표된 민족문제연구소의 친일인명사전 수록예정자 명단의 종교 부문에 포함되어 있다.
한국 로마 가톨릭 교회에서는 오기선이 라리보 주교 비서로서 경성교구장을 일본인으로 교체하고자 하는 계획을 막으려 1941년에 도일한 일이 있고, 교황의 사절인 마렐라 대주교를 설득하여 경성교구장에 라리보 후임으로 일본인 대신 한국인 노기남이 임명되도록 했다는 반박 자료를 내놓았다. 천주교 서울대교구는 “전쟁 마지막 시기 종교 등 각 단체 책임을 진 인물은 일본이 강압적으로 만든 총동원단체의 장이 될 수밖에 없는 불가피한 상황이었음을 고려해야 한다.”는 입장을 밝히기도 했다.

## 같이 보기
- 국민총력천주교경성교구연맹

## 참고자료
- 용인시민신문 (2000년 4월 5일). “오기선 신부”. 용인시민신문. 2008년 7월 8일에 확인함.